# Rezolucija Vijeća sigurnosti UN-a 859
Rezolucijom Vijeća sigurnosti UN-a 859, jednoglasno usvojenom 24. kolovoza 1993., nakon povlačenja svih rezolucija o stanju u Bosni i Hercegovini, Vijeće je primijetilo da je, unatoč svim prethodnim rezolucijama Vijeća sigurnosti od Rezolucije 713 (1991.), regija još uvijek poprište neprijateljstava, a prethodne rezolucije su se malo poštivali, osobito bosanski Srbi.
Osuđeni su svi ratni zločini i kršenja međunarodnog humanitarnog prava, a posebno je izražena zabrinutost zbog pogoršanja situacije u Mostaru. Vijeće je objavilo svoju odlučnost da podupre napore Zaštitnih snaga Ujedinjenih naroda (UNPROFOR) i Visokog povjerenika Ujedinjenih naroda za izbjeglice (UNHCR) u nastavku pružanja humanitarne pomoći civilnom stanovništvu.
Opsada Sarajeva, Mostara i drugih gradova dočekana je sa zabrinutošću od strane vijeća, koje je osudilo prekid komunalnih usluga od strane bosanskih Srba, pozivajući sve strane da ih obnove. Vijeće sigurnosti ponovno je potvrdilo da je neprihvatljivo stjecanje teritorija silom i etničkim čišćenjem, ističući da je za postizanje značajnog napretka u mirovnom procesu potreban kraj neprijateljstava u Bosni i Hercegovini. Kako je rezolucijom utvrđeno da stanje u Bosni i Hercegovini i dalje predstavlja prijetnju međunarodnom miru i sigurnosti, mjere poduzete u okviru nje bit će donesene u skladu s Poglavljem VII Povelje Ujedinjenih naroda.
Vijeće sigurnosti pozvalo je na pronalaženje rješenja tijekom mirovnih pregovora u Ženevi, u Švicarskoj, te na trenutni prekid vatre u Bosni i Hercegovini. Zahtjevi za neograničenom pomoći, hranom, vodom, strujom, gorivom i komunikacijama izneseni su uz poštivanje osoblja UNPROFOR-a i UNHCR-a. U međuvremenu, glavni tajnik Butros Butros-Gali je naznačio da su zračne snage u potpori UNPROFOR-u sada dostupne.
Vijeće je ponovilo da rješenje sukoba mora biti u skladu s Poveljom Ujedinjenih naroda i načelima međunarodnog prava te je u tom kontekstu potvrdilo:
(a) suverenitet, teritorijalni integritet i političku neovisnost Bosne i Hercegovine;
(b) činjenica da niti promjena imena zemlje niti promjene njezine unutarnje organizacije ne utječu na članstvo u Ujedinjenim narodima;
(c) načela usvojena na Londonskoj međunarodnoj konferenciji o bivšoj Jugoslaviji, u vezi s prekidom neprijateljstava, povratkom izbjeglica i kompenzacijom;
(d) pravo svih raseljenih osoba da se vrate svojim domovima;
(e) očuvanje Sarajeva kao multikulturnog, multietničkog i plurireligijskog središta.
Vijeće sigurnosti podsjetilo je da će se ljudi smatrati individualno odgovornima za ratne zločine i kršenja humanitarnog prava i svoju odluku iz Rezolucije 827 o osnivanju Međunarodnog kaznenog suda za bivšu Jugoslaviju. Zaključeno je izjavom o svojoj spremnosti pomoći stranama u provedbi nagodbe nakon što se postigne dogovor.

## Vanjske poveznice
| Wikizvor | Engleski Wikizvor ima izvorni tekst na temu: United Nations Security Council Resolution 859 |

- Text of the Resolution at undocs.org